# چگونه وانگ‌فو رهایی یافت
چگونه وانگ‌فو رهایی یافت (به فرانسوی: Comment Wang-Fô fut sauvé) داستانی از نویسنده فرانسوی مارگریت یورسنار است داستان در چین قرون وسطایی دنبال می شود و یک نقاش پیر و شاگردش با خشم امپراطور روبرو می‌شوند. 

## پیشینه
این داستان برای اولین بار در Revue de Paris در سال 1936 منتشر شد و بعدها در مجموعه Nouvelles Orientales در سال 1938 جمع آوری شد. این مجموعه با برخی اصلاحات سبک در سال 1963 مجدداً منتشر شد  .

## ترجمهٔ فارسی
این داستان را ابوالحسن نجفی در بیست‌ویک داستان از نویسندگان معاصر فرانسه به فارسی ترجمه کرده‌است.
در سال ۱۴۰۳ نیز منوچهر انور این داستان را ترجمه کرد که به همّت نشر مشکی انتشار یافت.